# 自転車キンクリート
自転車キンクリート（じてんしゃきんくりーと）は日本の劇団。1982年、日本女子大学在学中のメンバーを中心に結成された。当初のキャッチフレーズは「躍進するお嬢さん芸」。略称は「じてキン」。
プロデュース公演の名称は「自転車キンクリートSTORE」。当初は「自転車キンクリーツカンパニープロデュース公演」として上演してきたが、1996年7月の『蠅取り紙（山田家の5人兄妹）』から「自転車キンクリートSTORE」と名称を改めた。
テレンス・ラティガン3作の連続上演で第13回湯浅芳子賞を受賞のほか、4人の劇作家が書き下ろした4作品を連続上演した、自転車キンクリートSTORE「富士見町アパートメント」が評価され、演出の鈴木裕美は2010年度（第61回）芸術選奨文部科学大臣賞新人賞を受賞した。

## 概要
日本女子大学附属高校時代の演劇部のメンバーが大学進学後に結成。高校時代の演劇部では田山涼成がコーチを務めていた。このほか先輩に二兎社の大石静がおり、永井愛と演劇部に来た際に2人から指導を受けたこともある。
大学生になり、早稲田大学演劇研究会の説明会に参加したところ、「（劇研に参加すると授業に出る暇がなく）大学を4年で卒業できません」といった旨の話があり困惑したことや、他の劇団では女性のキャラクターが少なく、綺麗な人がヒロインをやっていて、「私たちはお呼びではない」と感じそれと同時に、女の子のタイプは「あれだけじゃない、もっといろんなタイプの子がいるし私もっと知ってる」と感じたこともあり自分達にも出番が与えられるような芝居を作ろうと劇団「自転車キンクリート」を作るに至った。
また、高校生の頃に鈴木裕美が蜷川幸雄のオーディションを受けていて（この時は鈴木は落ちてしまったが）、知り合った女性が早稲田大学に進学しておりそのつながりで、横内謙介や木原実、加納幸和、篠井英介との交流があった。
その後、鈴木は大学3年生のときに受けた蜷川スタジオのオーディションに合格し、1985年から1986年の間、女優として蜷川スタジオに通っていた。その頃に蜷川の演出家としてのあり方を間近で見たことが、自身の演出家としての部分に大きな影響を受けた。
1986年の『MIDNIGHT UPRIGHT うしみつ時のピアノ』上演時、メンバーはすでに企業に就職していて業務終了後に集まり翌4時まで稽古、仮眠後に出勤というような状況であったが、この頃に観客動員数が初めて1000人を超えた。

## メンバー
出典：
- 鈴木裕美
- 飯島早苗
- 池田貴美子
- 歌川椎子
- 柳橋りん（やなぎばしりん）
- 世渡千夏
- 青居空子

このほか、佐藤二朗も1997年頃から2000年頃まで「自転車キンクリート」に所属していた。

## 自転車キンクリーツカンパニー
1990年に「自転車キンクリーツカンパニー」として有限会社化。「自転車キンクリーツカンパニーの所属者」全員が「自転車キンクリートのメンバー」というわけではなく、自転車キンクリートの公演への出演の際は出演交渉をしていた。

### 主な所属者
公式サイトより
- 飯島早苗
- 池田貴美子
- 歌川椎子
- 柳橋りん（やなぎばしりん）
- 柳岡香里（やなぎおかかおり）
- 松坂早苗（まつざかさなえ）
- 樋渡真司
- 久松信美
- 岡田正（おかだただし）
- 藤本浩二
- 間瀬英正（ませひでまさ）
- 真田幹也

#### 過去の所属者
- 鹿野良太（かのりょうた）[注 2]

## 主な公演

### 自転車キンクリート
| 年     | タイトル                                          | 日程             | 会場               | 備考            |
| ------ | ------------------------------------------------- | ---------------- | ------------------ | --------------- |
| 1982年 | 荒野の貧乏性                                      | 12月             | パモス青芸館       | [ 5 ]           |
| 1983年 | 突撃ピース隊                                      | 7月              |                    | [ 5 ]           |
| 1984年 | ありがちなはなし ―熱血少女若き日のあやまち篇      | 4月              |                    | [ 5 ]           |
| 1985年 | フリーズドライハリケーン （ストローで飲む暴風雨） | 1月11日 - 13日   | タイニイアリス     | [ 5 ]           |
| 1985年 | 炎天下御免・バーミリオンの仕業                    | 8月              |                    | [ 11 ] [ 5 ]    |
| 1986年 | 虎ノ巻・切りかけのオベリスク                      | 3月22日 - 26日   | シアター・グリーン | [ 5 ]           |
| 1986年 | MIDNIGHT UPRIGHT うしみつ時のピアノ               | 9月19日 - 21日   | 渋谷ジァンジァン   | [ 5 ]           |
| 1987年 | SINDBAD・HI-NOON                                  | 2月              |                    | [ 12 ]          |
| 1987年 | シャンデリア・トラブル                            | 7月31日 - 8月5日 | タイニイアリス     | [ 13 ]          |
| 1987年 | りんご畑のマーティン・ピピン                      | 11月             | 青山円形劇場       | [ 14 ]          |
| 1988年 | リンゴ畑のマーティン・ピピンその2                 | 1月10日 - 16日   | 青山円形劇場       | [ 15 ]          |
| 1988年 | ほどける呼吸                                      | 6月1日 - 30日    | 文芸坐ル・ピリエ   | [ 16 ]          |
| 1988年 | MIDNIGHT UPRIGHT                                  | 11月2日 - 10日   | 紀伊國屋ホール     | [ 17 ]          |
| 1989年 | 水に絵を描く                                      | 4月27日 - 5月7日 | スペース・ゼロ     | [ 18 ]          |
| 1989年 | ガールフレンド                                    | 11月             | 紀伊國屋ホール 他  | [ 19 ]          |
| 1990年 | MUTE                                              | 3月19日 - 31日   | 恵比寿ファクトリー | [ 20 ]          |
| 1990年 | MUTE                                              | 4月7日 - 10日    | 近鉄アート館       | [ 20 ]          |
| 1990年 | しっぽを掴まれた夏                                | 8月              | 紀伊國屋ホール 他  | [ 21 ]          |
| 1991年 | 朝は、七時                                        | 7月 - 8月        | 紀伊國屋ホール 他  | [ 22 ] [ 注 3 ] |
| 1991年 | ありがちなはなし                                  | 10月             |                    | [ 25 ]          |
| 1993年 | DUMMY                                             | 2月23日 - 3月6日 | 紀伊国屋ホール他   | [ 26 ]          |
| 1993年 | ピロートーク                                      | 6月3日 - 20日    | 紀伊國屋ホール     | [ 27 ] [ 28 ]   |
| 1993年 | ピロートーク                                      | 6月24日 - 27日   | 近鉄小劇場         | [ 27 ] [ 28 ]   |
| 1993年 | ピロートーク                                      | 7月1日 - 3日     | 道新ホール         | [ 27 ] [ 28 ]   |
| 1994年 | 蠅取り紙                                          | 7月27日 - 8月8日 | 紀伊國屋ホール     | [ 29 ]          |
| 1994年 | ダイヤルMを廻せ！                                 | 8月 - 9月        |                    | [ 30 ]          |
| 1995年 | ソープオペラ                                      | 8月3日 - 23日    | 紀伊國屋ホール     | [ 31 ]          |
| 1995年 | ソープオペラ                                      | 9月1日 - 3日     | 近鉄小劇場         | [ 31 ]          |

### 自転車キンクリートSTORE
| 年                   | タイトル | 日程                | 会場                          | 備考          |
| -------------------- | --- | ------------------- | ----------------------------- | ------------- |
| 1992年               | トランクス | 1月19日 - 26日      | 紀伊國屋ホール                | [ 32 ]        |
| 1992年               | トランクス | 2月8日・9日         | 近鉄小劇場                    | [ 32 ]        |
| 1993年               | Sweet On | 1月6日 - 11日       | 渋谷BEAMホール                | [ 33 ]        |
| 1993年               | 絢爛とか爛漫とか | 8月11日 - 29日      | シアタートップス              | [ 34 ] [ 35 ] |
| 1994年               | トランクス | 3月                 | 新宿シアターアプル 他         | [ 36 ]        |
| 1994年               | マーキームーン | 10月13日 - 17日     | 青山円形劇場                  | [ 37 ]        |
| 1994年               | 法王庁の避妊法 | 12月10日 - 19日     | 全労済ホール / スペース・ゼロ | [ 38 ] [ 39 ] |
| 1995年               | 無愛想な奥様 | 4月12日 - 20日      | 新宿シアターアプル            | [ 40 ] [ 41 ] |
| 1996年               | ポルカ | 2月28日 - 3月20日   | シアタートップス              | [ 42 ]        |
| 1996年               | 蠅取り紙（山田家の5人兄弟） | 7月1日 - 15日       | スペース・ゼロ                | [ 43 ]        |
| 1996年               | 蠅取り紙（山田家の5人兄弟） | 7月25日 - 28日      | 近鉄小劇場                    | [ 43 ]        |
| 1997年               | 第17捕虜収容所 | 4月4日 - 6日        | 近鉄アート館                  | [ 44 ]        |
| 1997年               | 第17捕虜収容所 | 4月9日 - 20日       | スペース・ゼロ                | [ 44 ]        |
| 1997年               | 例の件だけど、 | 7月10日 - 21日      | 新宿紀伊國屋サザンシアター    | [ 45 ] [ 46 ] |
| 1997年               | 例の件だけど、 | 7月25日 - 27日      | 近鉄小劇場                    | [ 45 ] [ 46 ] |
| 1998年               | 絢爛とか爛漫とか | 10月7日 - 20日      | 紀伊國屋ホール                | [ 47 ]        |
| 1998年               | 絢爛とか爛漫とか | 10月23日 - 25日     | 近鉄小劇場                    | [ 47 ]        |
| 1998年               | 休むに似たり | 3月11日 - 29日      | シアタートップス              | [ 48 ]        |
| 1999年               | 検察側の証人 | 3月13日 - 24日      | 紀伊國屋ホール                | [ 49 ]        |
| 1999年               | 検察側の証人 | 3月27日・28日       | 近鉄小劇場                    | [ 49 ]        |
| 1999年               | マクベス | 12月9日 - 19日      | 全労災ホール/スペース・ゼロ   | [ 50 ]        |
| 2000年               | またもや！休むに似たり | 7月5日 - 23日       | シアタートップス              |               |
| 2000年               | またもや！休むに似たり | 7月27日 - 30日      | 近鉄アート館                  |               |
| 2000年               | またもや！休むに似たり | 8月1日              | 三重県文化会館小ホール        |               |
| 2000年               | OUT | 11月29日 - 12月10日 | スペース・ゼロ                | [ 51 ]        |
| 2000年               | OUT | 12月14日 - 17日     | 近鉄小劇場                    | [ 51 ]        |
| 2001年               | 第17捕虜収容所 | 11月16日 - 25日     | 紀伊國屋サザンシアター        | [ 52 ]        |
| 2001年               | 第17捕虜収容所 | 11月29日 - 12月2日  | 近鉄小劇場                    | [ 52 ]        |
| 2002年               | |                     |                               |               |
| OUT                  | 2月13日 - 24日 | PARCO劇場           | [ 53 ]                        |               |
| おーい、救けてくれ！ | 10月15日・16日 | PARCO劇場           | [ 54 ]                        |               |
| ダイアナ牧師の大穴   | 11月30日 - 12月8日 | スペース・ゼロ      | [ 55 ]                        |               |
| 2003年               | 人形の家 | 10月2日 - 8日       | 新宿シアタートップス          | [ 56 ]        |
| 2005年               | 海辺のお話 | 3月                 | 俳優座劇場                    | [ 57 ]        |
| 2005年               | ウィンズロウ・ボーイ | 9月7日 - 18日       | 俳優座劇場                    | [ 58 ]        |
| 2005年               | ブラウニング・バージョン | 10月20日 - 30日     | 俳優座劇場                    | [ 59 ]        |
| 2005年               | セパレート・テーブルズ | 12月15日 - 23日     | 全労災ホール/スペースゼロ     | [ 60 ]        |
| 2007年               | ツーアウト | 10月17日 - 28日     | 新宿シアタートップス          | [ 61 ]        |
| 2009年               | 29時 | 1月 - 2月           | 新宿シアタートップス          | [ 62 ]        |
| 2010年               | 富士見町アパートメントAプログラム 蓬莱竜太『魔女の夜』 赤堀雅秋『海へ』Bプログラム 鄭義信『リバウンド』 マキノノゾミ『ポン助先生』 | 2月27日 - 3月14日   | 座・高円寺1                   | [ 63 ] [ 64 ] |
| 2011年               | 〆（しめ） | 3月16日 - 27日      | 赤坂RED/THEATER               | [ 65 ]        |
| 2014年               | サバイブ！ | 9月13日 - 21日      | SPACE雑遊                     | [ 66 ]        |

### 自転キン演劇部
- ボクのおばさん（2012年12月4日 - 9日、SPACE雑遊）[67]